# Ludwigs-Missionsverein
Der missio – Internationales Katholisches Missionswerk – Ludwig Missionsverein KdöR (in unterschiedlichen Schreibweisen) wurde am 12. Dezember 1838 als katholisches, bayerisches Missionswerk gegründet, zur Unterstützung der jungen Kirche in Nordamerika und Asien.

## Geschichte
1838 suchte Friedrich Reese, der deutschstämmige Bischof von Detroit, König Ludwig I. von Bayern auf, um die Gründung eines bayerischen Missionswerkes zu erbitten. Reese hatte schon zehn Jahre zuvor eine ähnliche Vereinigung in Österreich initiiert, die den Namen Leopoldinenstiftung trug. Ludwig I. entsprach dem Ansuchen des Bischofs, rief ein solches Werk ins Leben, übernahm die Schirmherrschaft und lieh ihm seinen Namen, Ludwig-Missionsverein, der zunächst nur Ludwigs-Verein hieß.
Das Ziel der Stiftung war es, hauptsächlich die aufblühenden nordamerikanischen und asiatischen Missionen mit Geldmitteln zu unterstützen, regelmäßig für sie zu beten sowie mit Schriften das Interesse an ihnen zu fördern. Als Mitgliedsbeitrag erbat der Verein einen Kreuzer pro Woche oder sechs Kreuzer pro Monat. Der Verein widmete sich anfangs insbesondere der Erhaltung und Mehrung des Glaubens in den zahlreichen deutschen Auswandererfamilien in Amerika. In den Statuten heißt es, der Verein diene der „Verbreitung des katholischen Glaubens unter den Heiden und Ungläubigen, namentlich in Asien und Nordamerika“.
Man transferierte die Unterstützungsgelder zunächst an das 1822 in Lyon gegründete Oeuvre de la Propagation de la Foi zur Weiterleitung in die Neue Welt. Erst als sich herausstellte, dass die französische Missionszentrale die Interessen der Deutschstämmigen bei der Verteilung zu sehr vernachlässigte, entschied Ludwig I. 1844:
„Von nun an soll, auf so lange ich nichts anderes verfüge, von der Sammlung des Ludwigsvereines nichts mehr nach Lyon geschickt werden, sondern an den 'Prefetto della prop. fide' hieher nach Rom […] Der Ludwig-Missionsverein soll für unsere gemeinsame katholische Kirche seyn und nicht ein Werkzeug der französischen Politik abgeben.“
Im Laufe der Jahre machte Ludwig I. dem Verein und seinen Zielen nicht weniger als fünfzig, zum Teil recht ansehnliche Stiftungen. Das Herrscherhaus Wittelsbach förderte die Stiftung bis zum Ende der Monarchie nachhaltig und das Missionswerk wurde überlebenswichtig für die junge Kirche in Nordamerika. Ein weiteres Hauptarbeitsfeld war die Palästina-Mission.
1922 wurde die 1832 in Aachen gegründete Franziskus-Xaverius-Bruderschaft, das Pendant des Ludwigs-Missionsvereins in den deutschen Bistümern außerhalb Bayerns, von Papst Pius XI. in ein Päpstliches Missionswerk umgewandelt. Daraufhin beschloss die Bayerische Bischofskonferenz, ebenfalls den Päpstlichen Missionswerken beizutreten.
Seit 1972 wird der Ludwig-Missionsverein zusammen mit dem Aachener Zweig des Päpstlichen Werkes der Glaubensverbreitung unter dem gemeinsamen Namen missio – Internationales Katholisches Missionswerk Ludwig Missionsverein KdöR weitergeführt. Die beiden Missionswerke unterstützen alljährlich hunderte Projekte in Afrika, Asien und Ozeanien.